# Холодна війна
Холо́дна війна́ — глобальна геополітична, економічна та ідеологічна конфронтація між Радянським Союзом і його союзниками з одного боку та США, країнами Західної Європи та їхніми союзниками з іншого, між Східним та Західним Блоком, що почалась після Другої світової війни та тривала з середини 1940-х починаючи з докторини Трумана 12 березня до початку 1990-х років, призвівши до розпаду СРСР 26 грудня 1991, Югославії 27 квітня 1992, розпущенням Варшавського договору 1 липня 1991, Возз'єднання Німеччини 3 жовтня 1990 та переросла в сучасне протистояння між Росією та Заходом.
Термін «холодна війна» використовується не як боротьба між двома наддержавами, але як важливий регіональний конфлікт відомий під назвою як посередницькі війни. Конфлікт базується на ідеологічній та геополітичній боротьбі за глобальний вплив між двома наддержавами, після їхнього тимчасового союзу та перемоги над Нацистською Німеччиною в 1945. Осторонь від розвитку арсеналу ядерної зброї та загальнопринятого військового розвитку, боротьба за домінування виражалась за допомогою не прямих засобів, як психологічна війна, пропагандиська компанія, шпигунство, далекодосяжні ембарго, ворожнеча в спортивних та технологічних змаганях, як наприклад космічні перегони.
Перша фаза Холодної війни почалась одразу після закінчення Другої світової війни в 1945. Сполучені Штати та союзники створили військово-політичний альянс НАТО в 1949 і у страху перед радянським нападом і назвав їх глобальною політикою проти радянського впливу політики стримування. Радянський Союз сформував Варшавський договір в 1955 у відповідь НАТО. Головні кризи в цій фазі враховують блокаду Берліна 1948—1949, громадянську війну в Китаї 1927—1949, Корейську війну 1950—1953, Угорську революцію 1956, Суецьку кризу 1956, Берлінську кризу 1961, Карибську кризу 1962. США та СРСР змагались за вплив в Латинській Америці, Середньому Сході та деколонізаційних штатах Африки, Азії та Океанії.
Після Карибської кризи, почалась нова фаза. Почалось з Радянсько-китайського розколу та ускладненням відносин між Радянським Союзом та Китаєм в Коммуністичній сфері, поки Франція, штат Західного блоку, почала вимагати кращу автономію в дії. СРСР ввела війська в Чехословаччину для придушення Празької весни 1968, поки Америка відчувала внутрішній неспокій від руху за громадянські права афроамериканців у США та опозицію до війни у В'єтнамі. В 1960-1970-х міжнародний мирний рух взяв гору над мирними жителями по всьому світу. Рухи проти тестування ядерного озброєння та для ядерного розброєння зайняло місце разом з величезними анти-військовими протестами. В 1970, обидві сторони почали робити надбавки для миру та безпеки, період розрядки який розпочався з перемовин про обмеження стратегічних озброєнь та початок відносин з Китайською Народною Республікою, як стратегічна противага для СРСР. Кількість самопроголошених урядів почали формуватись у другій половині 1970 в Третьому Світі, враховуючи Анголу, Мозамбік, Ефіопію, Камбоджу, Афганістан та Нікарагуа.
Розрядка розвалилась в кінці десятиліття з початком радянсько-афганської війни в 1979. На початку 1980-х був ще один період підвищеної напруги. Сполучені Штати збільшили дипломатичний, військовий та економічний тиск на Радянський Союз, в той час він уже страждав від економічого застою. В середині 1980-х новий лідер СРСР Михайло Горбачов представив лібералізовані реформи «гласності»(1985) та «перебудови»(1987) та закінчив війну в Афганістані. Давління на національний сувернітет зростав сильніше в Західній Європі та Горбачов відмовився від військової допомоги цим державам.
У 1989 році падіння Залізної Завіси після Пан'європейського пікніка та хвилі мирних протестів (за винятком Румунії та Афганістану) скинули майже всі комуністичні уряди Східного блоку. Радянська комуністична партія втратила контроль в Радянському Союзі та була заборонена вслід після серпневого путчу в 1991 році. Після цього відбулись розпад Радянського Союзу в грудні, проголошення незалежності в низці колишніх респубілік СРСР та колапс комуністичних урядів, в тому числі в Африці та Азії. Сполучені Штати Америки залишились єдиною світовою наддержавою.

## Використання терміна
Термін «холодна війна» вперше використав кастильський принц Хуан Мануель у XIV ст. Він зазначав, що «гарячі» і «холодні» війни відрізняються тим, як вони закінчуються. «Гарячі війни» закінчуються загибеллю держав або миром, а «холодні війни» не приносять ні миру, ні честі тим, хто їх розв'язав.
Для опису протистояння Сполучених Штатів і Радянського Союзу термін «холодна війна» вперше застосував Джордж Орвелл у статті «Ви й атомна бомба», що з'явилася на світ 19 жовтня 1945 році в Tribune.
На думку Т. В. Орлової (і не лише її), «холодна війна» стала третьою й останньою у ХХ ст. світовою війною. З одного боку, вона мала ознаки справжньої світової війни, яка закінчилася перерозподілом світу на користь переможців і повним крахом держав, що програли. Однак, з іншого боку, це була незвичайна, нетрадиційна війна, яка здійснювалася переважно в ідеологічній, політичній, економічній і технологічній сферах із використанням безпрецедентно жорстких невійськових і нетрадиційних засобів. Застосування цих засобів значною мірою визначило характер, форми і масштаб глобального протиборства, які, так само як і наслідки протистояння, далеко не в усьому вписувалися у параметри «звичайної» світової війни.
Головними рушійними чинниками політики обох наддержав у другій половині 40-х—80-х рр. були взаємний страх і занепокоєння власною безпекою. Таким чином, головна ознака «холодної війни» — це конфронтація у світовій політиці. Іншими ознаками були: ревізія узгоджених під час Другої світової війни рішень; формування військово-політичних блоків навколо двох великих держав; перегони озброєнь, у тому числі ракетно-ядерних; воєнно-силове мислення в зовнішній політиці; формування «образу ворога» засобами масової інформації.
Оскільки обидві сторони уникали відкритого конфлікту, «холодна війна» велася в царині міжнародної політики та ідеології, економічного змагання, політичних і військових загроз, розвідки та підривної діяльності.

## Історія холодної війни між США й СРСР

### Криза та ескалація (1953—1962): «ядерні перегони», доктрина Даллеса

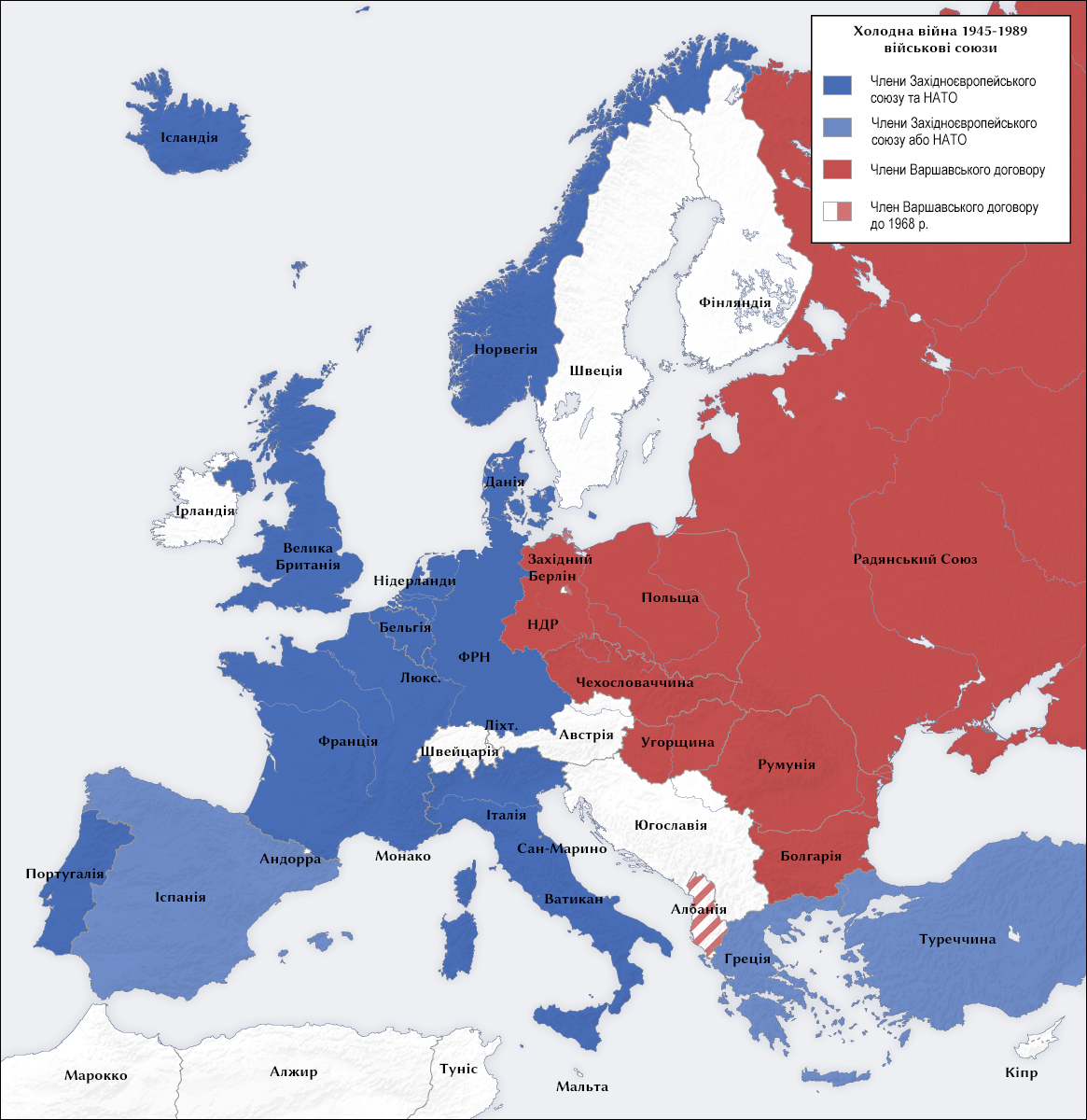
Військово-політичний поділ Європи під час Холодної війни

Східний та західний блоки в Європі

У 1953 зміна політичних лідерів з обох боків надала нової динаміки холодній війні. Дуайт Девід Ейзенхауер був інавгурований на президентство в січні 1953. Протягом останніх 18 місяців адміністрації Трумена військовий бюджет США збільшився вчетверо, тому Ейзенхауер вирішив зменшити оборонні витрати, оскільки ядерна перевага дозволяла почувати себе міцно в протистоянні холодної війни. В березні помер Йосип Сталін, і скоро одноосібним лідером СРСР став Микита Хрущов, який стратив Лаврентія Берію й усунув від влади двох інших конкурентів, Георгія Маленкова та В'ячеслава Молотова. 25 лютого 1956 Хрущов шокував делегатів ХХ з'їзду КПРС переліком і засудженням злочинів Сталіна. Він проголосив, що єдиним шляхом реформуватися й відійти від сталінської політики є підтвердження помилок, зроблених у минулому.
18 листопада 1956 р., під час прийому західних дипломатів в польському посольстві в Москві, Хрущов вимовив свою знамениту тезу: «Подобається вам чи ні, але історія на нашому боці. Ми поховаємо вас», шокувавши всіх присутніх. Проте він мав на увазі не ядерну війну, як він пізніше стверджував, а історично визначену перемогу комунізму над капіталізмом. Потім, у 1961 р., він проголосив, що навіть якщо СРСР поки поступається Заходу, за десятиріччя зникне брак житла, буде достатньо споживчих товарів, населення буде «матеріально забезпечене», і через двадцять років Радянський Союз «виросте до таких висот, що основні капіталістичні країни залишаться далеко позаду».
Державний секретар в адміністрації Ейзенхауера, Джон Фостер Даллес, ініціював «нове бачення» для стратегії «стримання», закликавши до більшого покладання на ядерну зброю проти ворогів США на випадок війни. Даллес також сформулював доктрину «масованої відплати», погрожуючи серйозною американською відповіддю на будь-яку радянську агресію. Володіння ядерною перевагою допомогло Ейзенхауеру, наприклад, стримати загрозу радянської інтервенції під час Суецької кризи.

Країни НАТО і Варшавського договору (1955—1991)

Після смерті Сталіна в 1953 відбулося деяке послаблення напруги, але ситуація в Європі лишалася непростим озброєним перемир'ям. Американські солдати негласно стояли в Західній Німеччині, натомість у Східній Німеччині так само негласно стояли солдати радянські. На переозброєння Західної Німеччини і її вступ до НАТО СРСР у 1955 р. відповів формальним альянсом зі східноєвропейськими комуністичними країнами, який називався Організація Варшавського договору або Варшавський пакт; це було скоріш політичним кроком, ніж оборонним, бо на час створення НАТО в 1949 р. СРСР уже мав систему взаємних договорів про допомогу з усіма союзниками в Східній Європі. У 1956 р. статус-кво на короткий час був випробуваний під час Угорської кризи, коли угорці спробували зіскочити з радянської орбіти після усунення від влади угорського сталініста Матяша Ракоші Хрущовим. Берлін лишався поділеним, а статус міста суперечливим. У 1961 р. Східна Німеччина звела Берлінський мур, щоб запобігти втечі східних берлінців до Західного Берліна.
Протягом 1957—1961 р. Хрущов відкрито й неодноразово погрожував Заходу ядерним знищенням. Він стверджував, що радянські ракети значно потужніші та досконаліші за американські й здатні стерти з лиця землі будь-яке американське чи європейське місто. Проте Хрущов відкинув сталінську віру в неминучість війни й оголосив своєю новою ціллю «мирне співіснування». Це формулювання змінило позицію сталінського Радянського Союзу, коли міжнародна класова боротьба означала два протилежних табори з неминучими суперечностями й протистоянням, з якого комунізм мав вийти переможцем через глобальну війну. Тепер мир допускався, і капіталізм мав зруйнуватися сам, тим часом Совіти мали час наростити свої військові потужності. Ця концепція класової боротьби проіснувала аж до «нового мислення» Горбачова, коли формулювання пом'якшали, і мирне співіснування розглядалося само по собі, а не як форма класової боротьби. Заяви США концентрувалися на американській міці по всьому світі й успіхові ліберального капіталізму. Проте в кінці 1960-х «битва розумів» між двома системами в організації суспільства, про яку говорив Кеннеді в 1961 р., в основному скінчилася, і надалі напруга базувалася переважно на зіткненні об'єктивних геополітичних інтересів, а не на ідеології.
Протягом листопада 1958 р. Хрущов зробив невдалу спробу перетворити обидва Берліни на підконтрольну йому територію, виставивши США, Великій Британії і Франції ультиматум за шість місяців вивести своїх солдатів з окупованих ними секторів Західного Берліна, інакше буде накладений пропускний контроль над доступом Заходу до Східної Німеччини. Хрущов раніше пояснював Мао Цзедуну, використовуючи виразну анатомічну метафору, що «Берлін є яєчком Заходу. Щоразу, коли я хочу, щоб Захід кричав, я притискаю Берлін». НАТО формально відхилило ультиматум у середині грудня, і Хрущов сам відкликав його й повернувся до Женевської конференції щодо німецького питання.
Узагальнюючи, помітною ознакою 1950-х став початок європейської інтеграції — фундаментального продукту холодної війни, який Трумен і Ейзенхауер просували в політичний, економічний і військовий спосіб, і що пізніше набуло адміністративних рис. Це бачилося двозначно, бо була небезпека, що незалежна Європа запустить свою власну розрядку з Радянським Союзом, і це може бути використаним для загострення роз'єднання Заходу.

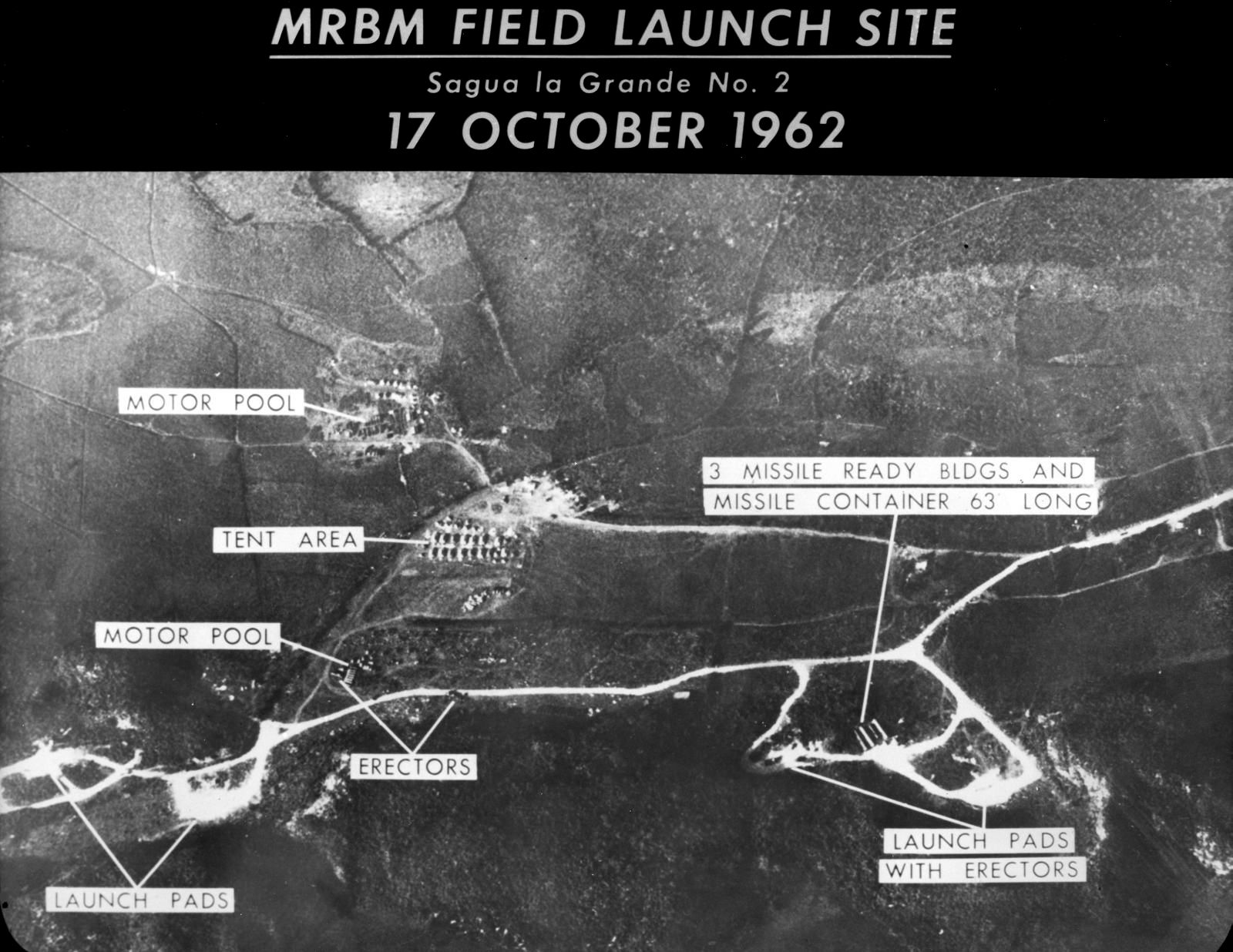
Американська аерофотографія Сагуа-ла-Гранде — ймовірного місця розташування радянських ракет.

Національні рухи в деяких країнах і регіонах, зокрема у Гватемалі, Ірані, на Філіппінах та в Індонезії, часто були споріднені з комуністичними групами, чи принаймні на Заході сприймалися як споріднені з комуністами. В цьому контексті США та Радянський Союз посилювали змагання за вплив на Третій світ, коли там відбувався процес деколонізації 1950-х і початку 1960-х; крім цього Совіти бачили постійну втрату імперської влади як передвісницю можливої перемоги своєї ідеології. Американський уряд використовував ЦРУ, щоб усунути низку недружніх урядів і підтримати своїх союзників. США вдавалися до ЦРУ, щоб скинути уряди, запідозрені в прихильності до Совітів, включаючи перший демократично обраний уряд Ірану прем'єр-міністра Мухамеда Мосаддека в 1953 р. і демократично обраного президента Гватемали Хакобо Арбенса Ґусмана в 1954 р.. Між 1954 і 1961 роками надіслані США економічна допомога та військові радники прискорили колапс прозахідного режиму Південного В'єтнаму. Обидві сторони використовували пропаганду, щоб просувати свої справи: була заснована Інформаційна Агенція Сполучених Штатів (USIA) для підтримки закордонної політики США за допомогою своїх радіопідрозділів «Голос Америки»; BBC теж робила свою роботу. ЦРУ поширювало приховану пропаганду проти недружніх США урядів (включаючи і країни Східного блоку), також забезпечувало фонди для встановлення радіо «Вільна Європа», яке часто глушилося. Китай і Радянський Союз вели внутрішньо-комуністичну інформаційну війну після свого розколу. Радянська пропаганда використовувала марксистську філософію для атак на капіталізм, стверджуючи, що експлуатація праці і що мілітаристський імперіалізм є рисами системи.
Багато молодих націй Азії, Африки та Латинської Америки відкидали тиск щодо приєднання до якогось табору в протистоянні Заходу і Сходу. В 1955 р. на Бандунзькій конференції в Індонезії десятки країн Третього світу вирішили не брати участь у Холодній війні. Консенсус, знайдений у Бандунзі досяг вищого розвитку зі створенням Руху неприєднання в 1961 р.. Тим часом Хрущов поширював московську політику встановленням тісніших зв'язків з Індією та іншими ключовими нейтральними державами. Рухи за незалежність у Третьому світі перетворили післявоєнний світоустрій на більш плюралістичний світ деколонізованих країн Африки й Близького Сходу та зростаючих націоналізмів в Азії й у Латинській Америці.

### Конфронтація через розрядку (1962—1979): боротьба за сфери впливу

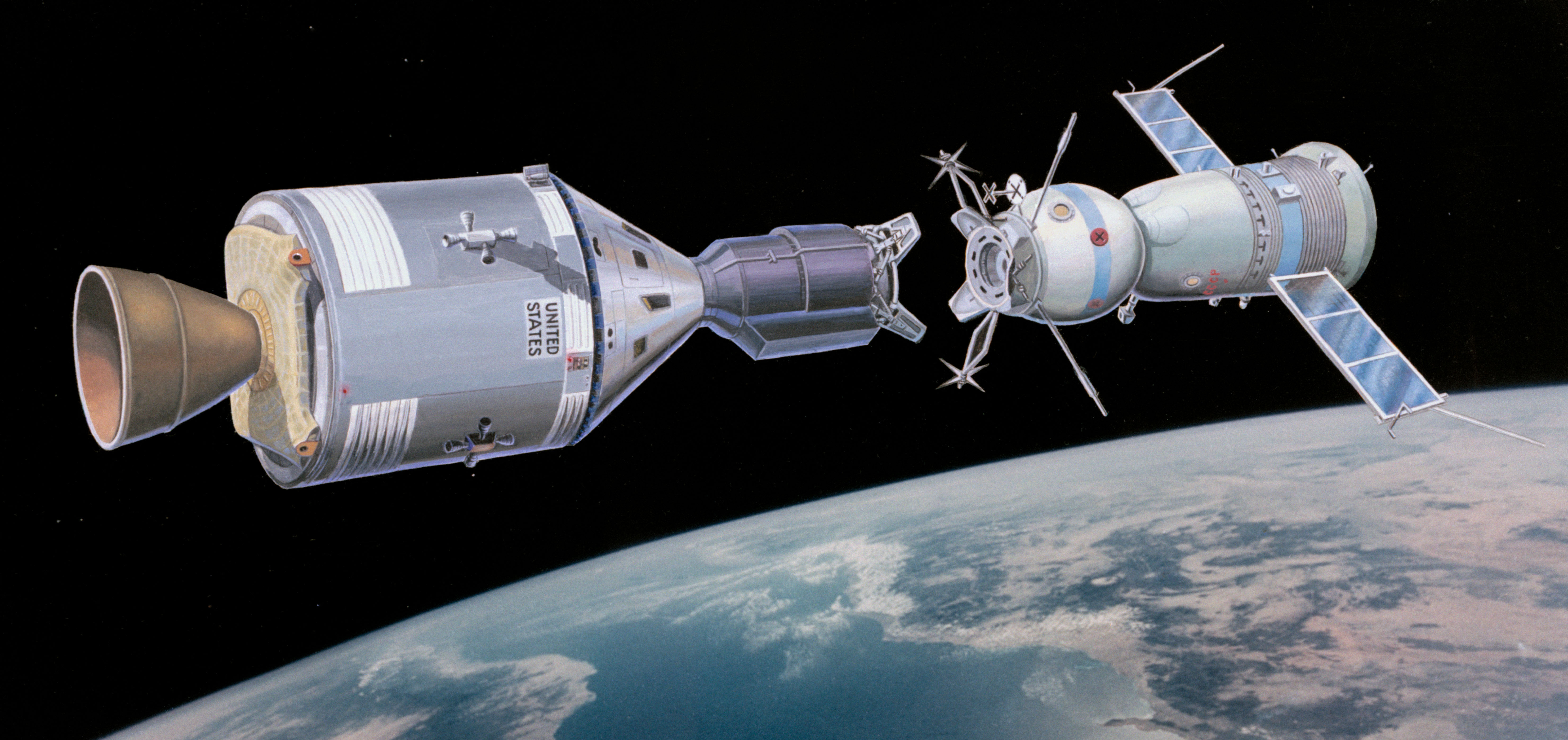
Спільний випробувальний політ «Союз—Аполлон», 17 липня 1975

Звичайно, всі 1960-ті і 70-ті роки обидва, і Радянський Союз, і США, боролися за встановлення нових, складніших зразків міжнародних відносин, в яких світ не поділявся б чітко на два протилежні табори, на два опозиційні блоки. Одразу з початком повоєнного періоду Західна Європа і Японія швидко відновлювалися від руйнувань Другої Світової війни (країни Західної Європі отримували допомогу від США згідно з планом Маршалла), і їм вдавалося підтримувати потужний економічний ріст протягом 60-70-х років, посилювати свою міць у порівнянні зі Сполученими Штатами. В результаті нафтової кризи 1973 року зріс вплив і країн третього світу з такими утвореннями як Організація країн експортерів нафти (англ. Organization of Petroleum Exporting Countries, OPEC) чи Рух Неприєднання, і тепер менш потужні країни вже мали більше можливостей ствердити свою незалежність і навіть продемонструвати свій спротив тиску від обох наддержав.
Тим часом Москва повернула свою увагу на глибинні внутрішні економічні проблеми. Протягом цього періоду радянські лідери, як Олексій Косигін і Леонід Брежнєв, обрали для своєї політики поняття розрядка. 13 листопада 1968 у виступі перед п'ятим з'їздом Польської об'єднаної робітничої партії Брежнєв проголосив «доктрину Брежнєва», в якій йшлося про право переступити через суверенітет країни, якщо виникне загроза заміни марксизму-ленінізму на капіталізм. У промові Брежнєв казав:
|  | Якщо ворожі соціалізму сили спробують повернути розвиток деяких соціалістичних країн в бік капіталізму, це стане турботою не тільки тої країни, але спільною турботою всього соціалістичного табору |

Причиною прийняття такої доктрини були невдачі марксизму-ленінізму в таких країнах як Польща, Угорщина та Східна Німеччина, коли народ там відчув падіння стандартів життя, на контрасті з процвітаючою Західною Німеччиною і рештою Західної Європи.
Тим не менше, обидві наддержави вирішили нарощувати своє світове лідерство. І США, і СРСР боролися, щоб усунути виклики своєму лідерству у своїх власних регіонах. Президент Ліндон Джонсон висадив 24000 морських піхотинців та парашутистів у Домініканській республіці в операції Power Pack, запобігаючи загрозі виникнення революції кубинського зразка у Латинській Америці. Західна Європа залишалася залежною від США у критичній галузі безпеки, але й тут галасливішим був французький президент Шарль де Голль, який в 1966 вивів свою країну з військової структури НАТО і виключив перебування військових НАТО на французькій землі.

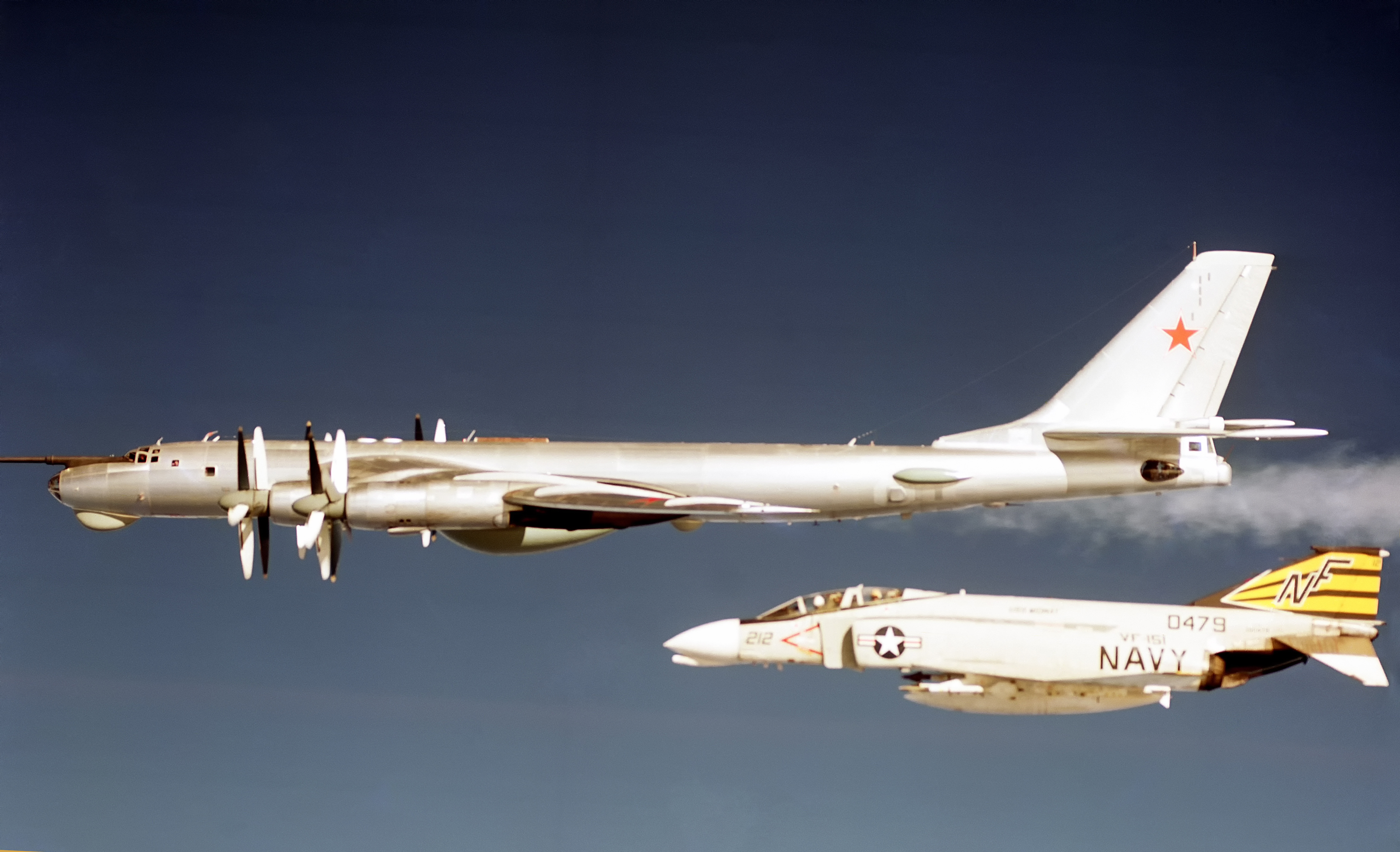
Американський винищувач F-4 Phantom II супроводжує радянський бомбардувальник Ту-95, початок 1970-х

У 1968 війська СРСР вдерлися до Чехословаччини, щоб скрушити реформи Празької весни, першого і останнього досвіду «соціалізму з людським обличчям», коли виникла загроза виходу ЧССР зі складу Варшавського пакту. Вторгнення викликало бурхливі протести в Югославії, Румунії, Китаї, а також у західноєвропейських комуністичних партіях.
США продовжували багато витрачати на підтримку дружніх режимів третього світу в Азії. Найпомітнішою тут була в'єтнамська війна, коли Джонсон послав 575 000 солдатів на край світу до Південно-Східної Азії захищати Південний В'єтнам від Народного фронту звільнення Південного В'єтнаму і його північних в'єтнамських союзників. Ця коштовна війна послабила американську економіку, і зрештою закінчилася в 1975, коли світ побачив поразку Південного В'єтнаму, союзника США, від соціалістичного північного В'єтнаму. На додаток Штати підтримали операцію Кондор, коли південноамериканські диктатори придушували ліву опозицію, яка (іноді акуратно) приймала допомогу з Куби та СРСР.

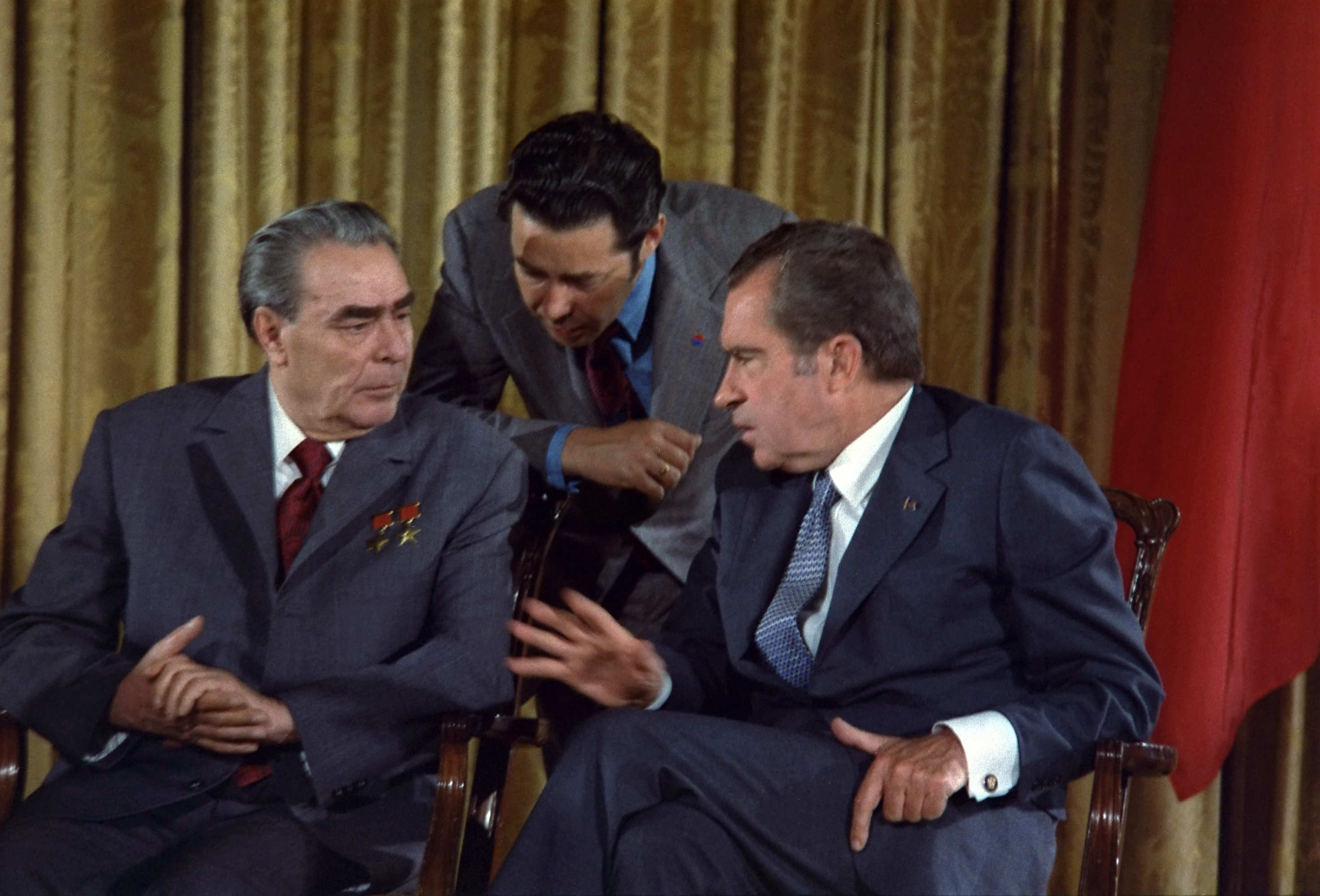
Брежнєв і Ніксон, Вашингтон, червень 1973. Політика розрядки

Тим часом Брежнєв зіткнувся з загрозливішими тенденціями, коли стан радянської економіки погіршувався під тягарем військових втрат. Крім того, місцем конкуренції був Близький Схід. Єгипет, який отримав чимало економічної і військової допомоги від СРСР, створив клопіт, коли СРСР відчував необхідність підтримати свого клієнта у Шестиденній війні (радниками і фахівцями) і війні на виснаження (пілотами і літаками) проти американського союзника Ізраїлю. Пізніше отримувачами радянської допомоги стали Сирія і Ірак, і, непрямо, Організація звільнення Палестини. Під час війни Судного дня передчуття радянського вторгнення на єгипетському боці призвели до масової мобілізації в США [джерело?], що загрожувало колапсу розрядки. Ця ескалація, коли Радянський Союз вперше тиснув на регіональний конфлікт, який Штати відчували центральним для своїх інтересів, призвела до нової і більш непередбачуваної стадії військової активності третього світу та засвідчила паритет нової радянської стратегії.
Хоча непрямі конфлікти холодної війни між наддержавами тривали в кінці 1960-х — на початку 1970-х, загальна напруга дещо спала і почалася розрядка. Китайці шукали, як покращити стосунки зі Штатами, щоб отримати перевагу над СРСР. В лютому 1972 Річард Ніксон відвідав Пекін і зустрівся з Мао Цзедуном і Джоу Енлаєм. Ніксон і Генрі Кіссинджер оголосили про приголомшливе потепління з маоїстським Китаєм. Прагнення СРСР втримати Китай в стані загрози конфлікту на два фронти, і відновлення почуття оточення суперниками були одним із чинників, що підштовхували СРСР та США до розрядки. Іншими двома причинами було те, що СРСР досяг приблизної рівності в ядерних арсеналах, і те, що Штати були серйозно послаблені в'єтнамською війною [джерело?]. Менший вплив, але мали третій світ та охолодження відносин із Західною Європою.

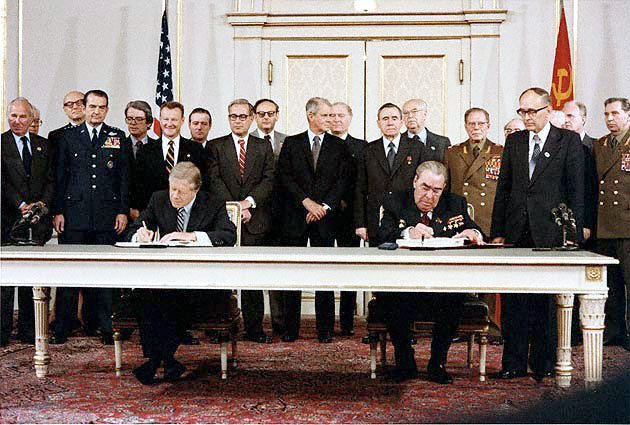
Картер і Брежнєв підписують договір про обмеження стратегічних озброєнь (ОСО-2), Відень, 16 червня 1979

Пізніше, в травні Ніксон і Кіссинджер зустрілися з радянськими лідерами у Москві, і оголосили про переговори щодо обмеження стратегічних озброєнь, щоб пригальмувати розвиток надруйнівних ядерних ракет і затратних антибалістичних ракет. Між 1972 та 1974 дві сторони також погодилися посилити свої економічні зв'язки. Тим часом ці тенденції збіглися з Ostpolitik (східною політикою), яку проводив німецький канцлер Віллі Брандт. Іншою угодою став висновок про необхідність стабілізації ситуації в Європі, кульмінацією чого стала Гельсінська угода, підписана на конференції з безпеки і співробітництва в Європі у 1975 році.
КДБ під керівництвом Юрія Андропова продовжував переслідувати видатних радянських особистостей, таких як Олександр Солженіцин та Андрій Сахаров, хто критикував радянську систему в жорстких чи м'яких формах. Непряме суперництво між наддержавами в цей період розрядки продовжувалося в третьому світі, зокрема під час політичної кризи на Близькому Сході, Чилі, Ефіопії та Анголі. В той час, коли президент Джиммі Картер намагався обмежити перегони озброєнь договором ОСО-2 (англ. SALT II) у 1979, його зусилля були підрізані іншими подіями того року, включаючи Ісламську революцію в Ірані і Нікарагуанською революцією, обидві знесли проамериканські режими, і його відплатою на радянське вторгнення до Афганістану в грудні.

### «Друга холодна війна» (1979—1985): перегони озброєння

Сфери впливу і союзники СРСР та Заходу (1980)

Термін «Друга Холодна війна» використовується деякими істориками для позначення періоду інтенсифікації напруження холодної війни і конфліктів початку 1980-х. Напруга зросла головно між основними силами, обидві наддержави ставали більш мілітаристськими.
У грудні 1979 близько 75 000 радянських вояків вдерлися в Афганістан з метою підтримати марксистський уряд сформований колишнім прем'єр-міністром Нур Мухамедом Таракі, вбитого у вересні одним з його партійних конкурентів. Як наслідок американський президент Джиммі Картер відкликав з сенату договір про обмеження стратегічних озброєнь, наклав ембарго на постачання в СРСР збіжжя та технологій, став вимагати значного збільшення військових витрат і оголосив про майбутній бойкот Олімпійських ігор-1980 у Москві. Він вважав радянське вторгнення до Афганістану «найсерйознішою загрозою для миру від часу другої світової війни».
У 1980 Рональд Рейган переміг Джиммі Картера на американських президентських виборах, пообіцявши збільшити витрати на оборону і повсюди протидіяти СРСР. Обидва, Рональд Рейган і нова британська прем'єрка Маргарет Тетчер, винуватили Радянський Союз в ідеологічних термінах, що могли сперечатися із риторикою гірших часів холодної війни кінця 1940-х, обіцяючи залишити «імперію зла» на «смітнику історії». Папа Іван Павло II допоміг додати моральні аспекти для антикомунізму; його відвідини рідної Польщі в 1979 стимулювали релігійне і націоналістичне невдоволення, що гальванізувало опозицію і зрештою можливо призвело до спроби замаху на нього двома роками пізніше.
На тлі дедалі більшої напруги між Радянським Союзом та Сполученими Штатами, і розгортанням СРСР націлених на Західну Європу балістичних ракет СС-20, НАТО вирішило протиставити їм балістичні ракети Pershing II і крилаті ракети в Європі, головне в Західній Німеччині. Балістичні ракети могли досягти Москви за 10-15 хвилин. Відношення до розгортання ракет в Європі зовсім не було одностайним, мали місце значні сумніви чи не варто призупинити розміщення. Але 1 вересня 1983 Радянський Союз збив пасажирський літак Korean Air Lines Boeing 747 з 269 людьми на борту, коли він порушив повітряний простір СРСР в районі Сахаліна, — цю дію Рейган назвав «бойнею». Ця подія змінила ставлення до розміщення, на якому наполягав Рейган аж до угод між Рейганом і Михайлом Горбачовим.
Навчання «Able Archer 83», що відбулися в листопаді 1983, з реалістичним відтворенням координованого ядерного запуску із Західної Європи, налякало радянське керівництво.
Москва стала витрачати на військові потреби до чверті національного продукту Радянського Союзу. Витрати на перегони озброєнь та інші потреби холодної війни спричинили і поглибили глибокі структурні проблеми в Радянській системі, це відбилося економічною стагнацією принаймні десять останніх років правління Брежнєва. Радянські інвестиції в оборону не були викликані військовою необхідністю, а значною мірою інтересами численної партійної і державної бюрократії, що давало контрольованим ними секторам владу і привілеї. Радянські збройні сили стали найбільшими у світі і в кількості та в типах озброєнь, в числі солдат у своїх лавах, і в масштабах оборонно-промислового комплексу. Проте, кількісна перевага радянської військової машини часто лише приховувала ділянки, в яких Східний блок кардинально відставав від Заходу.

Кількість ядерних боєголовок у США та СРСР/Росії, 1945—

Станом на початок 1980-х СРСР вдалося побудувати військовий арсенал і армію, що переважали Сполучені Штати. В попередні роки США спиралися на якісну перевагу своїх озброєнь, але з часом відставання звужувалося. Рональд Рейган одразу, як обійняв посаду, розпочав масштабне військове будівництво. Це стало наймасштабнішою мілітаризацією країни у мирний час з всю історію Сполучених Штатів. Напруга тільки зросла, коли на початку 1980-х Рейган реанімував програму озброєння бомбардувальниками B-1, перед тим замороженою адміністрацією Картера, виробив ракети MX «Peacekeeper», встановив американські крилаті ракети в Європі, і оголосив експериментальну Стратегічну Оборонну Ініціативу, названу в медіа «Зоряними Війнами», ця програма мала збивати ракети супротивника на середині шляху. Рейган також ввів економічні санкції проти Польщі, невдоволений придушенням опозиційного руху профспілки «Солідарність». У відповідь Михайло Суслов, головний кремлівський ідеолог, порадив радянським лідерам не втручатися напряму в Польщу, що падала під контроль «Солідарності», оскільки це могло призвести до відчутних економічних санкцій, що стали б катастрофою для радянської економіки.
Радянський Союз не зміг відповісти на масштабне переозброєння Америки Рейгана, його економіка вже була підірвана військовими витратами, що підсилювалося неефективним плановим виробництвом і колективізованим сільським господарством. В той сам час Рейган переконав Саудівську Аравію збільшити видобуток нафти, навіть якщо інші країни поза OPEC теж збільшать пропозицію органічного пального на ринку. Це призвело до перенасичення ринку нафтою у 1980-х, що болісно вдарило по СРСР, оскільки нафта була основним джерелом експортних доходів. Низькі ціни на нафту та великі витрати на оборону поступово загнали радянську економіку у стагнацію і застій.
Внутрішня суспільна позиція США щодо втручання в зовнішні конфлікти була сформована досвідом тривалої і безуспішної участі у В'єтнамській війні. Адміністрація Рейгана обрала використання швидких, недорогих протиповстанських тактик участі у закордонних конфліктах. В 1983 адміністрація Рейгана втрутилася у багатосторонню громадянську війну в Лівані, захопила Гренаду, бомбила Лівію і підтримувала контрас у Центральній Америці, антикомуністичні парамілітарні загони, які воювали проти підтримуваного СРСР сандиністського уряду в Нікарагуа. В той час як інтервенція в Гренаду і Лівію були популярні в США, підтримка контрас зав'язнула в дискусіях.
Тим часом СРСР ніс важкий тягар власних інтервенцій закордоном. Хоча Брежнєв переконував у 1979, що війна в Афганістані не буде тривалою, мусульманські повстанці, підтримані багатьма країнами (особливо США), люто протидіяли вторгненню. Кремль надіслав стотисячний військовий контингент для підтримки свого маріонеткового режиму в Афганістані, багато сторонніх спостерігачів назвали цю війну «Радянським В'єтнамом». Проте, афганська трясовина для Москви мала значно катастрофічніші наслідки, ніж В'єтнам для американців, бо конфлікт збігся з внутрішнім розладом і кризою у радянській системі. Голова державного департаменту США офіційно попереджав про такий наслідок вже у 1980 році, наголошуючи, що вторгнення матиме одним з наслідків «Внутрішню кризу всередині радянської системи. … Це діятиме подібно термодинамічній ентропії … Радянська система витрачає все більше зусиль просто для того, щоб підтримувати рівновагу, замість того щоб покращувати себе. Ми побачимо, що в час зовнішнього вторгнення відбуватиметься внутрішнє руйнування». Радянським лідерам не помагав їхній поважний вік і склеротичний стан: Брежнєв був практично непрацездатним останні роки, його наступники Андропов і Черненко не прожили довго. Після смерті Черненка Рейгана спитали, чому він не вів переговорів із радянськими лідерами. «Вони помирають та помирають» — пожартував у відповідь американський президент.

### «Потепління» і кінець протистояння (1985—1991): розпад Радянського Союзу і перемога США

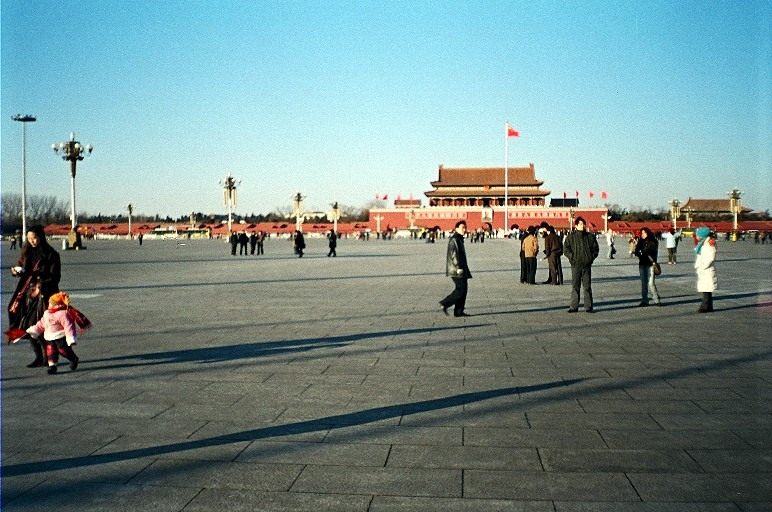
Площа Тяньаньмень у Пекіні

Радянський генсек Михайло Горбачов, розуміючи необхідність демократичних реформ у країні та розрядки міжнародної ситуації, починає у СРСР «перебудову», на Мальтійському саміті 2-3 грудня 1989 року він та Джордж Буш оголосили про початок «нової ери» у відносинах між двома наддержавами. З 1988 року радянські війська починають покидати Демократичну Республіку Афганістан. Наступного року комуністичні режими скинуто у Польщі та Румунії, впав Берлінський мур. Вимагаючи змін, у столиці Китаю на площі Тяньаньмень зібралися десятки тисяч студентів — влада розігнала виступ, загальну кількість смертельних жертв не визначено і досі. Називають цифри від 200 до кількох тисяч осіб.
1 липня 1991 року Варшавський договір було розірвано.